# Sebastes zacentrus
Sebastes zacentrus är en fiskart som först beskrevs av Charles Henry Gilbert, 1890.  Sebastes zacentrus ingår i släktet Sebastes och familjen kungsfiskar. Inga underarter finns listade i Catalogue of Life.